# 16947 Wikrent
16947 Wikrent este un asteroid din centura principală de asteroizi.

## Descriere
16947 Wikrent este un asteroid din centura principală de asteroizi. A fost descoperit pe 21 aprilie 1998 la Socorro, New Mexico, în cadrul proiectului LINEAR. Asteroidul prezintă o orbită caracterizată de o semiaxă mare de 2,24 ua, o excentricitate de 0,15 și o înclinație de 2,0° în raport cu ecliptica.